# 安杰伊·杜达
安傑伊·塞巴斯蒂安·杜達（波蘭語：Andrzej Sebastian Duda，發音：['andʐɛj ˈduda] ⓘ；1972年5月16日—），波蘭政治人物，克拉科夫出身，曾任波蘭總統。

## 生平

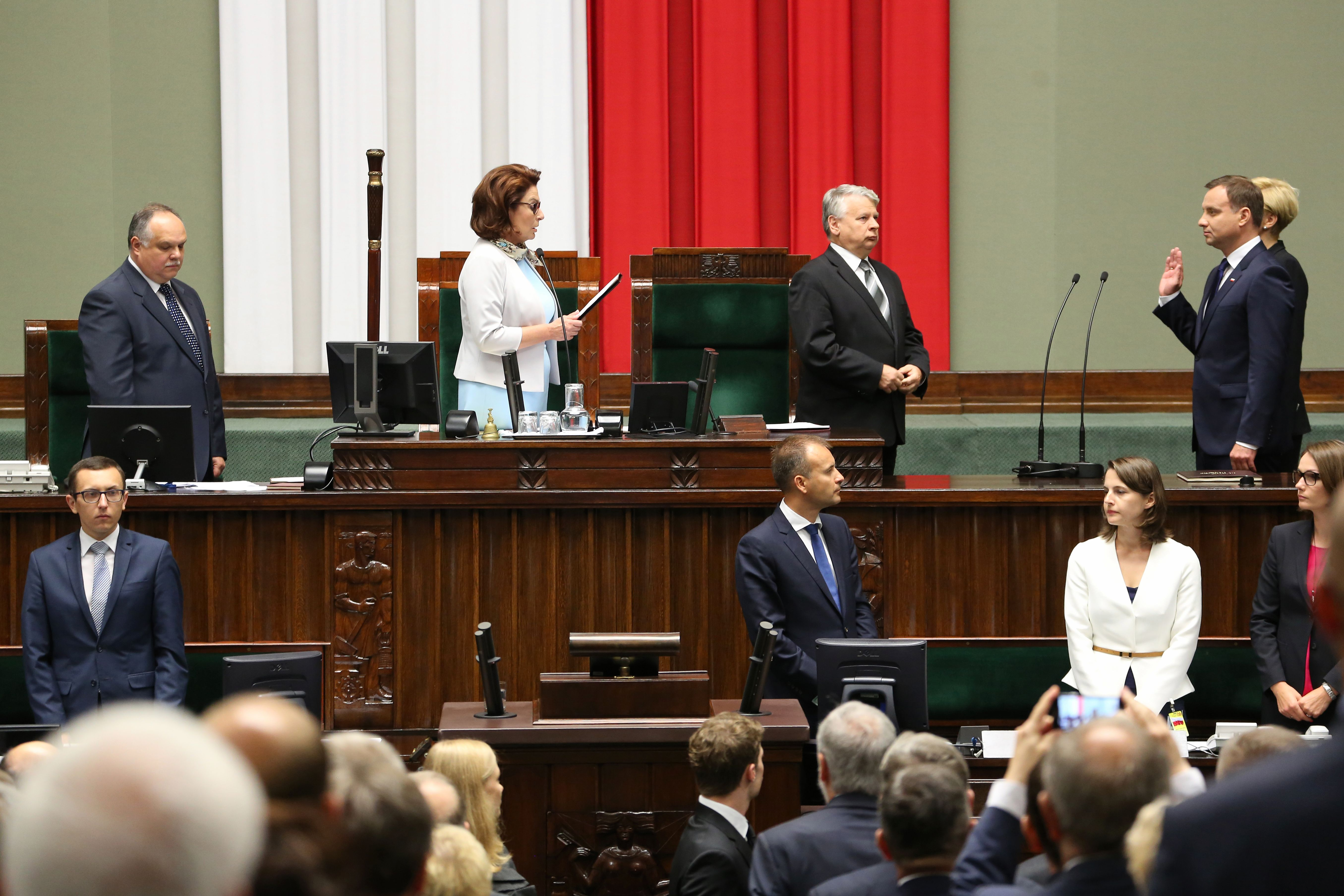
杜达宣誓就职（2015年8月6日）

杜達出生於波蘭古城克拉科夫，父母都是大學教授，他畢業於亞捷隆大學，法學博士，曾經擔任律師，2011年當選波蘭眾議院議員，2014年當選歐洲議會議員。

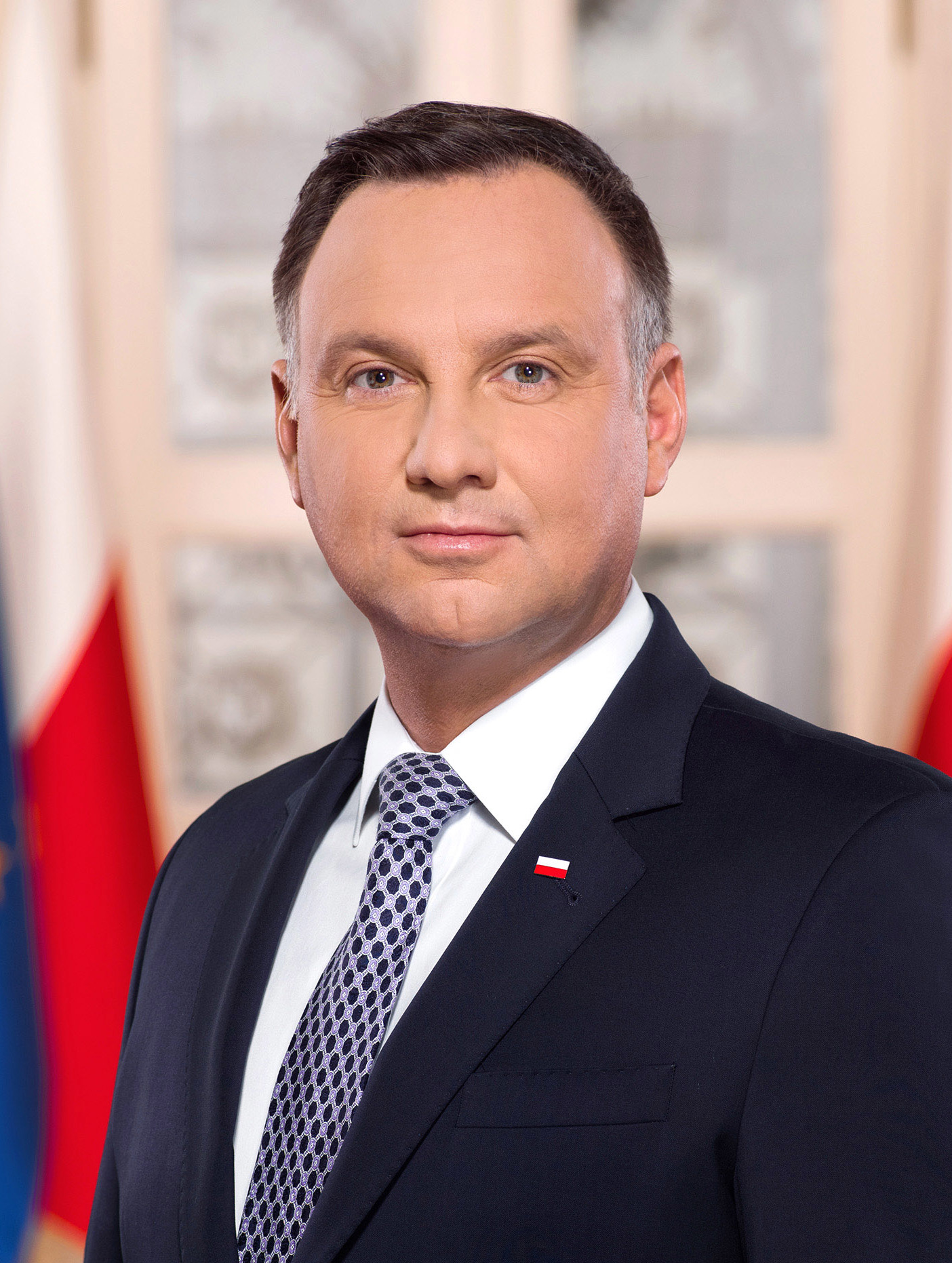
波蘭總統府官方肖像

2015年波蘭總統選舉，在並未預期獲勝的情況下，杜達先在第一輪投票險勝，最終在第二輪投票擊敗时任總統布羅尼斯瓦夫·科莫羅夫斯基，成功當選總統。2020年連任成功。

## 立場
杜達為法律與公正黨內年輕、温和保守派力量的代表。他主張基督教民主主義，反對墮胎和同性戀。
他也支持國家福利、司法改革和對媒體加強控制，並對歐盟議題採取較保守立場。
杜達於2020年提議立法禁止同性戀收養孩子。

## 榮譽

### 本國
- 波蘭：白鷹勳章（當然成員，因波蘭總統身份自動獲得）
- 波蘭：波兰复兴勋章大十字勳章（當然成員）

### 外國
- 比利时：利奥波德勋章（2015）
- 保加利亚：一等保加利亞勳章（英语：Orders, decorations, and medals of Bulgaria）（Стара планина）（2016年4月14日）[6]
- 捷克：白獅勳章颈饰（2016年3月15日）
- 芬兰：芬兰白玫瑰大十字勋章附颈饰（2017[7]）
- 希腊：希腊救世主勋章大十字勳章（2017）
- 拉脫維亞：指揮官三星勳章大十字勳章附金鍊（英语：Order of the Three Stars）（2018）
- 立陶宛：維陶塔斯大帝勳章大十字勳章附金鍊（2019年2月21日）[8]
- 挪威：皇家挪威聖奧拉夫勳章（英语：Order of St. Olav）大十字勳章（2016年5月23日）
- 葡萄牙：葡萄牙大十字功勳勳章（英语：Order of Merit (Portugal)）（2008）[9]
- 羅馬尼亞：羅馬尼亞之星勳章（英语：Order of the Star of Romania）頸飾（2016年7月10日）
- 斯洛伐克：白色雙十字（英语：Order of the White Double Cross）大十字勳章（2019）
- 匈牙利：匈牙利功績勳章（英语：Hungarian Order of Merit）大十字勳章（2020）[10]
- 乌克兰：一等智者雅羅斯拉夫親王勳章（英语：Order of Prince Yaroslav the Wise）（2021）[11]
- 國際奧委會：金奥林匹克勋章（2022年7月23日）[12]

## 外部連結
| 官衔                               | 官衔            | 官衔 |
| ---------------------------------- | --------------- | ---- |
| 前任者： 布羅尼斯瓦夫·科莫羅夫斯基 | 波兰总统 2015年 | 現任 |